# Encarsia arabica
Encarsia arabica är en stekelart som beskrevs av Hayat 1989. Encarsia arabica ingår i släktet Encarsia och familjen växtlussteklar.
Artens utbredningsområde är:
- Italien.
- Syrien.
- Israel.
- Saudiarabien.

Inga underarter finns listade i Catalogue of Life.